# Адміністративний устрій Більмацького району
Адміністративний устрій Більмацького району — Більмацький район Запорізької області поділяється на 2 селищні громади та 2 сільські громади, які об'єднують 40 населених пунктів та підпорядковані Більмацькій районній раді. Адміністративний центр — смт Більмак.

## Список громад Більмацького району
| № | Назва                           | Центр           | Населені пункти | Площа км² | Місце за площею | Населення (2001), осіб | Місце за населенням |
| - | ------------------------------- | --------------- | --- | --------- | --------------- | ---------------------- | ------------------- |
| 1 | Більмацька селищна громада      | смт Більмак     | смт Більмак с. Бережне с. Більманка с. Вершина с. Грузьке с. Гусарка с. Дружне с. Дубове с. Мар'янівка с. Мирське с. Очеретувате с. Пробудження с. Трудове с. Червоне Озеро |           |                 | 10299                  | 1                   |
| 2 | Комиш-Зорянська селищна громада | смт Комиш-Зоря  | смт Комиш-Зоря с. Білоцерківка с. Благовіщенка с. Ланцеве с. Новокам'янка с. Руденка с. Тернове с. Труженка с. Черешневе с. Шевченківське                                   |           |                 | 6368                   | 2                   |
| 3 | Новоукраїнська сільська громада | с. Новоукраїнка | с. Березівка с. Веселоіванівське с. Гоголівка с. Новоукраїнка с. Самійлівка с. Світле с. Сміле с. Червоноселівка                                                            |           |                 | 2041                   | 3                   |
| 4 | Смирновська сільська громада    | с. Смирнове     | с. Верхньодрагунське с. Вершина Друга с. Діброва с. Зелений Гай с. Зразкове с. Олексіївка с. Смирнове с. Титове                                                             |           |                 | 4545                   | 3                   |

* Примітки: смт — селище міського типу, с. — село